# Geschiedenis van Thracië
De geschiedenis van Thracië begint met de komst van de Indo-Europese Thraciërs in het 5e millennium voor Christus, maar is ons pas goed bekend vanaf het 1e millennium v.Chr., toen de Thracische aanwezigheid rond de 5e eeuw v.Chr. blijkbaar zo opvallend was dat Herodotus hen het op een na meest talrijke volk van de bekende wereld noemde (VI 3.) en meende dat indien ze onder één gezag zouden gebracht worden onoverwinnelijk waren, maar dat dit - naar zijn mening - nooit zou gebeuren. Deze mening werd later ook door Thucydides (II 95-101.) gedeeld, maar Thracië zou dus in tegenstelling tot Macedonië nooit een eenheid vormen, daar ze in verschillende, elkaar meestal bestrijdende stammen leefden.

## Prehistorie
Zoals gezegd werd het gebied van Thracië vanaf het 5e millennium voor Christus bewoond door de Indo-Europese Thraciërs. Het is moeilijk te zeggen tot hoever dit gebied zich uitstrekte omdat een groot deel van de Thraciërs rondzwierven.

## Oudheid
Vanaf de 8e eeuw v.Chr. werd de Thracische kust gekoloniseerd door de Grieken, waar nu poleis opdoken zoals Abdera (ca. 650 v.Chr.), Maroneia (7e eeuw v.Chr.), Aenus (7e eeuw v.Chr.), Perinthus (ca. 599 v.Chr.), Byzantium (667 v.Chr.), Apollonia (6de eeuw v.Chr.) en Mesambria (12e eeuw v.Chr. door een Thracische vorst). Toch slaagden de Thraciërs erin zich af te schermen van de Griekse invloed en rond 550 v.Chr. zelfs de Griekse kolonie Abdera te vernietigen. Anderzijds was er een Thracische invloed op de vroege Griekse samenleving, zoals onder meer blijkt uit de overname van de Thracische oorlogsgod Ares en de verering van de uit Thracië afkomstige Orpheus. We hebben vooral informatie over Thracië door hun contacten met andere volkeren en archeologisch vondsten zoals de vele gouden en zilveren vondsten in Thracische tumuli die wijzen op een handel met de rest van de antieke wereld. De eerste Griekse kolonies in het Thracische kustgebied, waaronder Byzantium en Apollonia, dateren van circa 6e eeuw v.Chr.
Omstreeks 516 v.Chr. kwam het gebied grotendeels onder Perzisch gezag te staan (Darius) en het hoeft dan ook niet te verbazen dat de Thraciërs - die zeer gewild waren als huurlingen in de oudheid met Xerxes I ten strijde trokken tegen de Grieken in 480 v.Chr.
Kort daarop werd door Teres, de eerste koning van de Odrysen (4e eeuw v.Chr.), getracht een Thracisch rijk uit te bouwen (Thuc., II 29.), dat van de Zwarte Zee tot de Hellespont reikte. Zijn zoon Sitalces zou het rijk verder uitbreiden met veroveringen tot aan de Strymon en op de Geten, die ten noorden van het Haemusgebergte leefden. Hij allieerde zich met de Atheners tegen Macedonië en trachtte een inval te doen in 429 v.Chr. die echter geen enkel effect had. Zijn neef Seuthes, die gehuwd was met Stratonice, de zus van Perdiccas II, zou na hem koning worden. In 383 v.Chr. volgde Kotys I deze op en begon een oorlog tegen Athene samen met zijn schoonzoon Iphicrates, een Athener. Na zijn dood in 358 v.Chr. volgden zijn drie zonen de heerschappij op, Cersobleptes, Berisades en Amadocus.
Van deze verbrokkeling van het rijk maakte Philippus II van Macedonië gebruik om zijn expansieplannen uit te voeren. Vanaf 347 begonnen de Macedoniërs een langdurige veldtocht in het oosten en het noordoosten. In 342 v.Chr. dwongen zij na een grootschalige militaire operatie de Thraciërs tot overgave. Te zijner ere zou Philippus een nieuwe stad in Thracië stichten, genaam Philippopolis. Toen Alexander de Grote overleed viel Thracië toe aan Lysimachus, die Lysimacheia zou stichten (308 v.Chr.). Nadien zou Thracië opnieuw een protectoraat worden van de heersers van Macedonië.
Na de Romeinse overwinning in de slag bij Pydna (168 v.Chr.) werd het deel van Thracië ten westen van de Hebrus in de provincia Macedonia geïncorporeerd en in 129 v.Chr. werden hier ook de kuststeden aan toegevoegd. De rest van Thracië viel toe aan het koninkrijk Pergamum, dat onder Claudius tot de provincia Thracia werd omgevormd (46 n. Chr.). Later zouden de Romeinen er steden stichten zoals Sardica (Sofia) en Hadrianopolis (Edirne).
Sinds de 1e eeuw had het gebied te kampen met Gotische en Slavische plunderingen en kolonisten. Men zou om deze invallen af te remmen de Visigoten op zeer gunstige voorwaarden binnenhalen in Thracië als foederati. Toch kwamen ze in 395 in opstand tegen keizer Theodosius I, onder wiens gezag het deel uitmaakte van het Byzantijnse Rijk.

## Middeleeuwen
De versnippering van het gebied nam een aanvang met de oprichting van het Bulgaarse Rijk (7e eeuw) dat Thracië in 972 opnieuw zou verliezen aan het Byzantijnse Rijk. In de 12e eeuw viel het terug aan de Bulgaren toe en tussen de 13e eeuw en 14e eeuw zou het een speelbal blijven tussen de Bulgaren en Byzantijnen, totdat het in de 14e eeuw veroverd zou worden door de Ottomanen.
De stad Adrianopel, hernoemd in Edirne, fungeerde van 1365 tot 1453 als hoofdstad van dit rijk. In 1575 bouwde sultan Selim II in Adrianopel de Selimiye-moskee, die werd ontworpen door de grote Ottomaanse architect Sinan en minaretten kreeg van 70,9 meter hoog, die tot op heden de hoogste van Turkije zijn.

## Nieuwe tijd
Vanaf 1352 was het gehele gebied geleidelijk onder Ottomaanse heerschappij geraakt. De Ottomanen zouden uit de Balkanregio hun elitetroepen halen.

## Nieuwste tijd
In 1878 werd noordelijk Thracië geïncorpeerd in de semi-autonome Ottomaanse provincie Oost-Roemelië, dat verenigd werd met Bulgarije in 1885. In de 19e eeuw en 20e eeuw was Thracië onder meer het toneel van de Russisch-Turkse oorlogen (1828–1829, 1877–1878) en de Balkanoorlogen (1912–1913). In 1913 bestond er korte tijd een Republiek van Gumuljina. Thracië zou verdeeld worden over Bulgarije, Griekenland en Turkije. In het Griekse Thracië hebben de sociale en religieuze tegenstellingen tussen Griekse en Turkse bevolkingsgroepen herhaaldelijk geleid tot onlusten (onder meer tijdens verkiezingen).